# Viola nagasawai
Viola nagasawai är en violväxtart som beskrevs av Tomitaro Makino och Hayata. Viola nagasawai ingår i släktet violer, och familjen violväxter. Utöver nominatformen finns också underarten V. n. pricei.